# 八箇峠トンネル

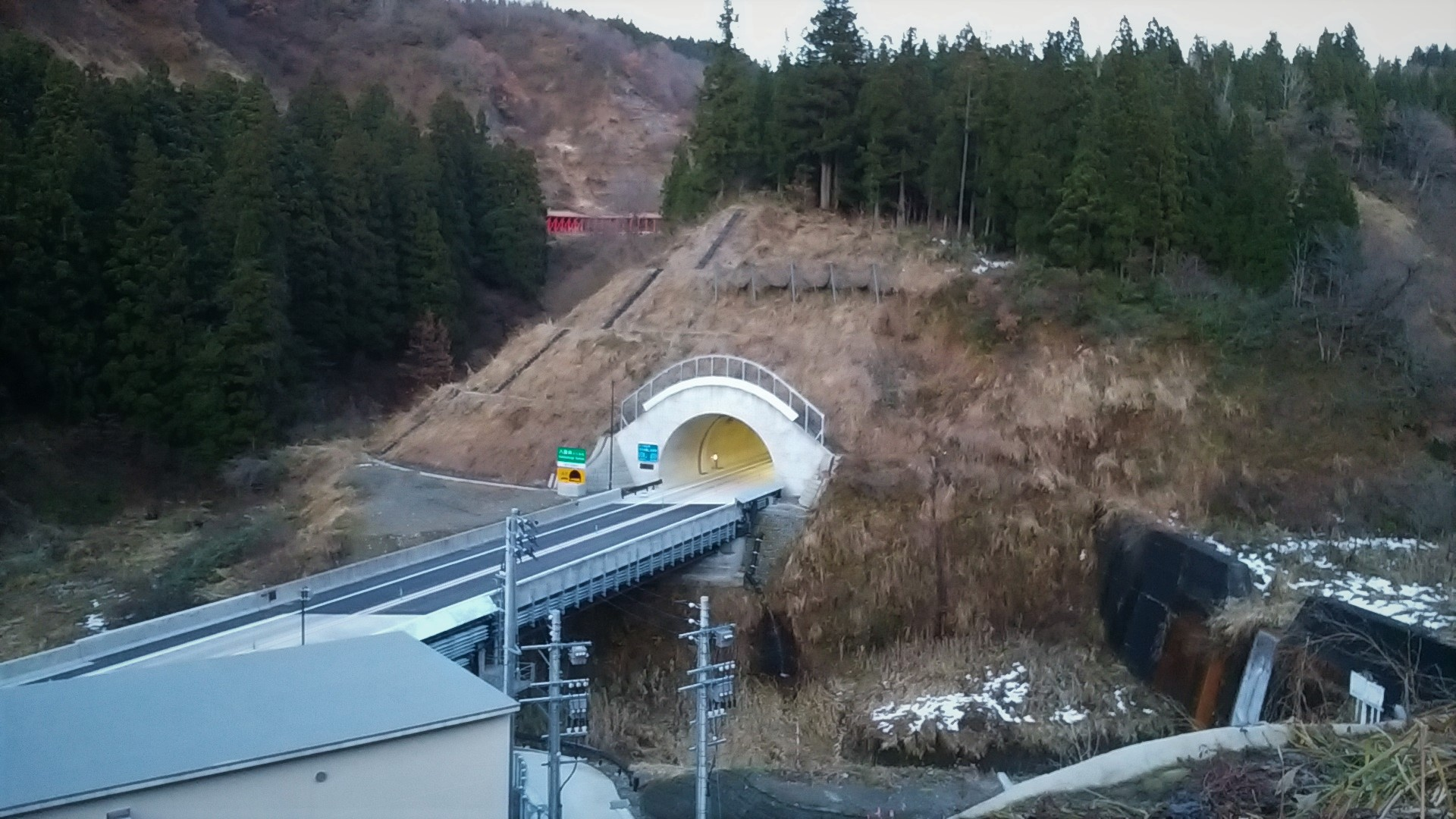
八箇峠トンネルの十日町側坑口。
直近の建物は管理棟。

八箇峠トンネル（はっかとうげトンネル）は、新潟県十日町市から南魚沼市に至る八箇峠道路の、両市を結ぶ、延長2,840メートルのトンネルである。

## 概要
魚沼丘陵を横断する国道253号は、縦断斜面が8%以上の区間が2.4キロメートルあり、かつ、 カーブも多い。また豪雪地帯のために冬季は通行止めやタイヤチェーン着装といった交通規制が頻繁に起こり、通勤・通学などでの利用に支障をきたすことがしばしあった。
そこで、関越自動車道六日町インターチェンジと接続する上越魚沼地域振興快速道路（全長60キロメートル）の終点側に当たる八箇峠道路の中核部・9.7キロメートルに「中越地方の幹線道路」と位置づけようと、地元の行政などの要請を受けて2007年から工事が着手され、2017年より供用開始している。
当初の計画では約5キロメートルのトンネルを建設する予定であったが、ガス発生の危険がある西山層を避けるためルート変更が行われ、約2.8キロメートルのトンネルを建設することとなった。
施工の際、坑口のポータルに雪庇が出来にくい構造としている。

## 歴史
- 1997年（平成9年）9月10日 - 本トンネルを含む、八箇峠道路（延長約10km）が整備区間に指定[1]。
- 2005年（平成17年）7月26日 - 八箇峠道路を完成2車線とする計画見直し内容が発表される[1]。
- 2007年度（平成19年度） - 南魚沼市側着工[1]。
- 2010年度（平成22年度） - 十日町市側着工[1]。
- 2012年（平成24年）5月24日 - 爆発事故が発生（詳細は後述）。
- 2014年（平成26年）10月14日 - トンネル貫通[3]。
- 2017年（平成29年）11月25日 - 本トンネルを含む八箇IC - 野田IC間開通に伴い、供用開始[4]。

### トンネル内爆発事故
2011年（平成23年）7月の「新潟・福島豪雨」の影響で工事が一時中断。その後冬季の積雪期間にそのまま入ったため、工事が1年近く途絶えたままになっていたが、工事を再開した2012年5月に、トンネル内で天然ガスが原因の爆発事故が発生した。
事故は2012年（平成24年）5月24日午前10時30分頃に発生した。工事関係者から「火災・爆発があった」との119番通報があり、約20分後、同市から国土交通省北陸地方整備局長岡国道事務所に連絡が入る。11時40分頃からトンネルの外で作業し、負傷した3人が相次いで近隣の病院に救急搬送された。
12時15分頃、南魚沼市消防本部と応援に駆け付けた新潟県内の消防本部のレスキュー隊員が、トンネル内に生き埋めとなった作業員救出のためにトンネル内に入るも、ガス濃度が高いために進入が滞る。17時30分、南魚沼市のトンネル事故調整本部が、生き埋めされた作業員4人の氏名を公表する。消防本部は「救出するまでは昼夜休みなくやる」と救出活動を継続することを明言した。18時ごろに送風機によるガス拡散作業が開始された。
5月27日12時15分ごろ、トンネル入り口から1,300メートル付近で取り残された作業員4人を発見。可燃性ガスの濃度が下がったのを確認して、南魚沼市消防本部や新潟市消防局の特別高度救助隊など、新潟県内の14の消防本部の救助隊員らが作業員4人をトンネルから救出し、病院に搬送するも、4人全員の死亡が確認された。
6月14日、国土交通省北陸地方整備局長岡国道事務所は翌15日から機材搬入を始め、可燃性ガスの濃度測定、分析と換気を実施するため、南魚沼工区の坑口から約1,400メートル地点の切羽付近の真上の地表から、直径125mm、トンネル到達まで約120 mの深さの縦穴、さらに坑口から約1,100メートル地点の地表から直径216mm、深さ約70mと2本の縦穴を新たに設けるとした。
2017年（平成29年）11月25日に開通。六日町側坑口付近に、爆発事故のあらましを記載した銘板を設置している。また、野田インター1km手前付近および八箇インター付近に慰霊碑を設置した。野田インター側の坑内1kmほどに渡って、爆発事故により飛散した資材などで、コンクリートが削られた傷跡が残っているのが、車窓からも確認できる。